# Миленин, Виктор Константинович
Ви́ктор Константи́нович Миле́нин (20 ноября 1987, Краснотурьинск) — российский сидячий волейболист, игрок екатеринбургского клуба «Родник» и российской национальной сборной. Бронзовый призёр летних Паралимпийских игр 2008 года в Пекине, призёр Кубка европейских чемпионов, Кубка мира, чемпионата Европы среди спортсменов с поражением опорно-двигательного аппарата, заслуженный мастер спорта России.

## Биография
Виктор Миленин родился 20 ноября 1987 года в городе Краснотурьинске Свердловской области. С детства увлекался игровыми видами спорта, любил физкультуру, ходил в секцию тхэквондо. Ещё в школьные годы попал в аварию на мотоцикле и в результате полученной тяжёлой травмы лишился левой ноги. Получил инвалидность третьей группы.
В 2003 году в возрасте пятнадцати лет поехал в Екатеринбург в реабилитационный центр и вскоре присоединился к местной команде по волейболу сидя «Родник». Играл на позиции нападающего, проходил подготовку под руководством заслуженного тренера Виктора Семёновича Дьякова и старшего товарища по команде Сергея Якунина. Уже в 2004 году стал с «Родником» чемпионом России, а в 2006 году одержал победу на чемпионате Европы, получив приз самого ценного нападающего континента.
На чемпионате Европы 2007 года в Венгрии Миленин выиграл награду серебряного достоинства и был признан лучшим игроком первенства. Благодаря череде удачных выступлений удостоился права защищать честь страны на летних Паралимпийских играх 2008 года в Пекине — российская команда со второго места вышла из группы А, уступив только сборной Боснии и Герцеговины, тогда как на стадии полуфиналов со счётом 0:3 проиграла сборной Ирана, ставшей в итоге победительницей соревнований. При этом в утешительной встрече за третье место россияне одержали победу над сборной Египта и завоевали тем самым бронзовые паралимпийские медали. За это выдающееся достижение в 2009 году Виктор Миленин награждён медалью ордена «За заслуги перед Отечеством» II степени, удостоен почётного звания «Заслуженный мастер спорта России».
После успешной пекинской Олимпиады остался в основном составе команды России и продолжил принимать участие в крупнейших международных турнирах. Так, в 2011 году добавил в послужной список очередную серебряную медаль, выигранную на чемпионате Европы. Будучи одним из лидеров российской национальной сборной, благополучно прошёл отбор на Паралимпийские игры 2012 года в Лондоне — вновь добрался до полуфинальной стадии и снова со счётом 0:3 потерпел поражение от команды Ирана. В утешительной встрече за третье место россияне со счётом 3:2 были побеждены командой Германии и заняли, таким образом, четвёртое место на этом турнире. В составе сборной России Миленин мог стать участником Паралимпийских игр 2016 года в Рио-де-Жанейро, однако из-за допингового скандала вся российская паралимпийская сборная была отстранена от участия в соревнованиях.
Окончил екатеринбургское Училище олимпийского резерва № 1 и филиал Сибирского государственного университета физической культуры и спорта. В настоящее время является спортсменом-инструктором по волейболу в Специализированной детско-юношеской спортивной школе олимпийского резерва «Уралочка».
Женат на многократной паралимпийской чемпионке по лыжным гонкам и биатлону Анне Бурмистровой. Есть два сына.